# József Laux

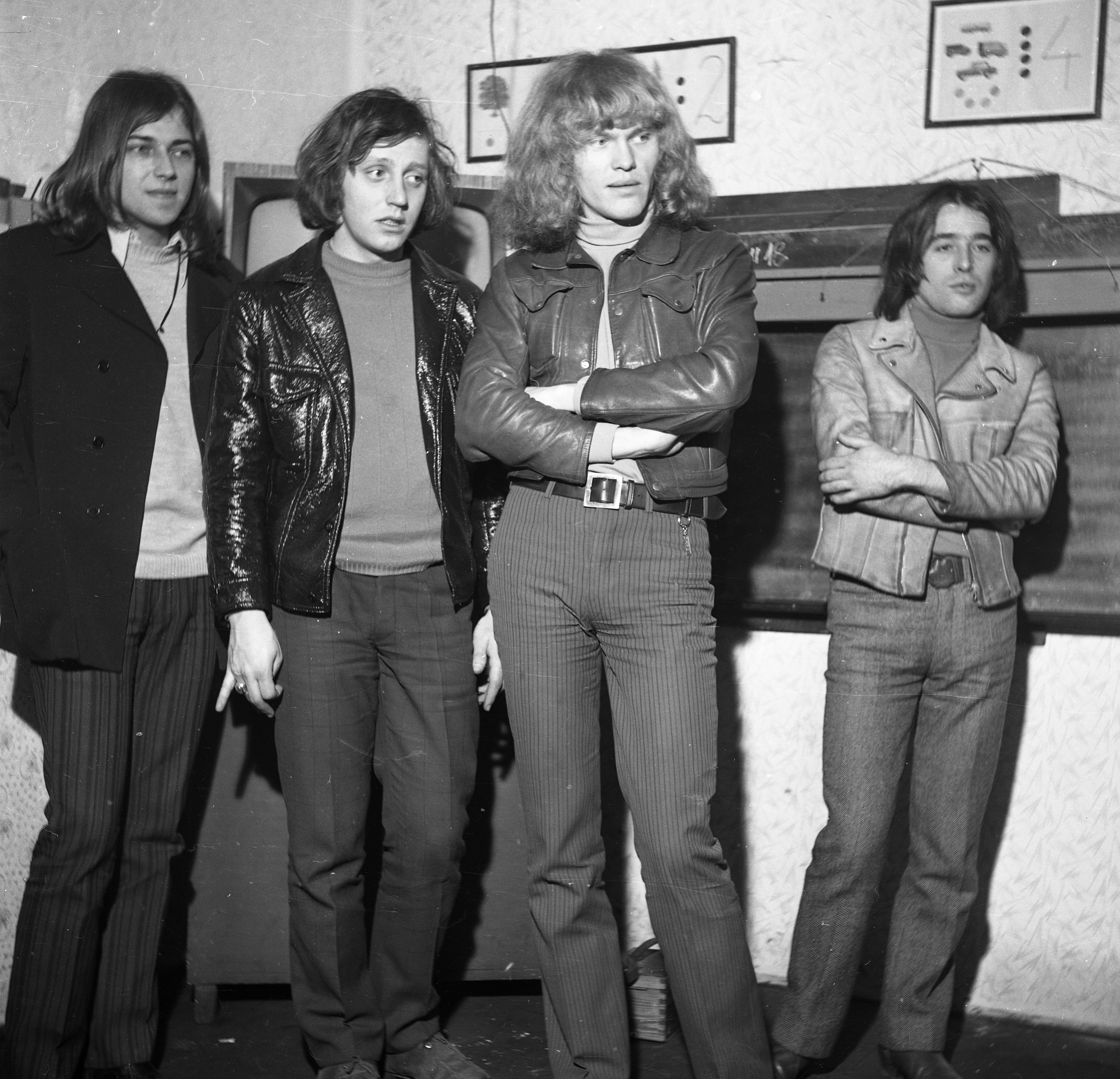
Zespół Omega w 1970,
pierwszy z prawej József Laux

József Laux (ur. 8 maja 1943 w Budapeszcie, zm. 6 sierpnia 2016 tamże) – węgierski perkusista rockowy i jazzowy, wydawca książek.

## Życiorys
Już w szkole podstawowej grał na perkusji w różnych zespołach jazzowych. W 1960 r. został członkiem zespołu Benkó Dixieland Band. W 1962 r. został członkiem-założycielem Omegi, w której jedynym utworem jego autorstwa był utwór instrumentalny Kérgeskezű favágók. W 1971 r. wraz z Gáborem Presserem odeszli z Omegi i utworzyli Locomotiv GT. Do 1976 r. był perkusistą grupy. Następnie wyjechał na Zachód, zamieszkał w Los Angeles i rozwiódł się z Anną Adamis. Od tamtej pory po raz pierwszy odwiedził Węgry w 1985, a na początku lat 90. XX w. powrócił na stałe. Utworzył zespół Laux Trio, a pod nazwą JLX Kiadó wydawnictwo książkowe i płytowe. Współpracował z zespołem Average White Band, Bryanem Adamsem, Bozem Scaggsem, Dionne Warwick, Tanyą Tucker i Frankiem Zappą. W 2008 r. jako wykonawca i jako dyrektor zarządzający JLX Kiadó otrzymał Krzyż Rycerski Węgierskiego Orderu Zasługi. W skład jego zespołu Laux Trio & Friends wchodzili: Péter Román (bas), Pál Vincze (fortepian) i József Laux (perkusja) oraz stały gość tria Tibor Laux (śpiew/gitara). 6 sierpnia 2016 zmarł na chorobę serca.